# Primera Iglesia Metodista Unida (Albuquerque)
La Primera Iglesia Metodista Unida es una iglesia metodista histórica en el centro de Albuquerque, la ciudad más poblada del estado de Nuevo México (Estados Unidos). La iglesia se fundó en 1880 y el edificio original, construido entre 1880-1882, fue la primera iglesia en la New Town. Hacia el cambio de siglo, el santuario original resultó inadecuado y fue demolido. En 1904, se construyó un nuevo santuario, ahora conocido como Fellowship Hall, para reemplazar esta iglesia de adobe original en el mismo sitio. El arquitecto fue Charles Frederick Whittlesey y poco tiempo después de la finalización del edificio se instalaron ventanas de estilo Tiffany.
En 1955, este santuario en sí fue superado y, por lo tanto, se construyó un santuario más grande en la propiedad. El edificio fue agregado al Registro de Bienes Culturales del Estado de Nuevo México en 1975 y al Registro Nacional de Lugares Históricos en 1976. 